# Austrocarabodes alveolatus
Austrocarabodes alveolatus är en kvalsterart som beskrevs av Hammer 1973. Austrocarabodes alveolatus ingår i släktet Austrocarabodes och familjen Carabodidae. Inga underarter finns listade.